# 2017年颱風奧鹿
颱風奧鹿是有史以來西北太平洋持續時間第二長的熱帶氣旋，僅次於1986年的韋恩並與1972年的麗塔並列，也是2017年該洋盆第二強的熱帶氣旋，與泰利並列。奧鹿於7月20日增強成熱帶風暴，是該年颱風季的第五個獲得命名的風暴，奧鹿於7月23日進一步增強，成為該年的首個颱風。然而，奧鹿於7月24日開始與附近的熱帶風暴玫瑰產生藤原效應，在日本東南方以逆時針方向轉圈。奧鹿於7月28日減弱為強烈熱帶風暴。7月30日，奧鹿突然向西轉後重新增強。在有利條件下，奧鹿快速增强，成為本風季首個超級颱風，並於7月31日達到最高強度，當時奧鹿帶有環狀特徵。8月初，奧鹿開始逐漸減弱，同時轉向西北，然後再轉向北移動。 8月5日，該系統在薩南群島附近再次減弱為強烈熱帶風暴後，開始加速向東北移動，靠近日本近畿地方，並於8月7日在和歌山县登陸。8月8日，奧鹿在日本海上空轉變成溫帶氣旋，並於翌日消散。
奧鹿在鹿兒島縣造成兩人死亡，並在日本造成至少$1億（2017年美元）的損失。

## 發展過程

### 初期逐漸增強
在熱帶氣旋塔拉斯減弱之際，一個低壓區於7月18日在威克島西北偏北方生成，美國海軍研究實驗室在早上8時半給予熱帶擾動編號95W。受惠於海水炎熱，垂直風切變微弱的良好環境下，日本氣象廳19日早上8時把此系統升為熱帶低氣壓，與此同時聯合颱風警報中心把其在24小時內形成為熱帶氣旋的機會評為「低」。隨着此系統逐步整合，深層對流開始捲入中心，呈現熱帶氣旋雛形，聯合颱風警報中心在20日清晨5時把評級升為「中」，再於下午2時提升至「高」，同時發報熱帶氣旋形成警報。雖然此系統帶有部分副熱帶特徵，但已轉為暖心結構，聯合颱風警報中心在21日早上5時把該系統升為熱帶低氣壓，給予熱帶氣旋編號07W。該系統受到西北面的副熱帶高壓帶動，採取時速約13公里的西移路徑，橫越西北太平洋。隨着上空反氣旋形成，為此系統帶來良好的高空輻散，打開極地方向流出，日本氣象廳和中國國家氣象中心接連在上午9時和上午10時8分把此系統升為熱帶風暴，日本氣象廳把此系統命名為奧鹿，給予國際編號1705。
此時各官方部門預料奧鹿繼續西移，並加強至熱帶風暴上限，3日後將受到東面的熱帶氣旋玫瑰影響而採取不規則路徑，電腦數值預報模式之歐洲中期天氣預報中心、美國全球預報系統以及颶風氣候資料搜集及預報系統預計奧鹿會順時針轉向，其餘則預測奧鹿逆時針轉向，而各官方部門皆普遍選擇後者。聯合颱風警報中心在晚上11時把此系統升為熱帶風暴，並在之後22日早上5時的警報中表示會有3個因素影響奧鹿的路徑：副熱帶高壓將減弱並北退；而熱帶氣旋玫瑰將移至此系統北面；再加上赤道反氣旋會伸延，為奧鹿帶來東移路徑。日間各官方部門把其巔峰強度上調整，中國國家氣象中心和臺灣中央氣象局的預報至為進取，預料奧鹿會加強至當地的強颱風及中度颱風級別。另外23日奧鹿西面有熱帶對流層上部槽形成，為奧鹿打開赤道方向流出，與此同時奧鹿繼續加強，強烈的對流雲帶捲入中心，組成中心密集雲團區，中國國家氣象中心和日本氣象廳分別在早上8時26分和8時50分奧鹿升為強烈熱帶風暴。當日各部門預測奧鹿往後會吞併玫瑰並改向西移，並逐步減弱。

### 受庫拉牽制徘徊於海面

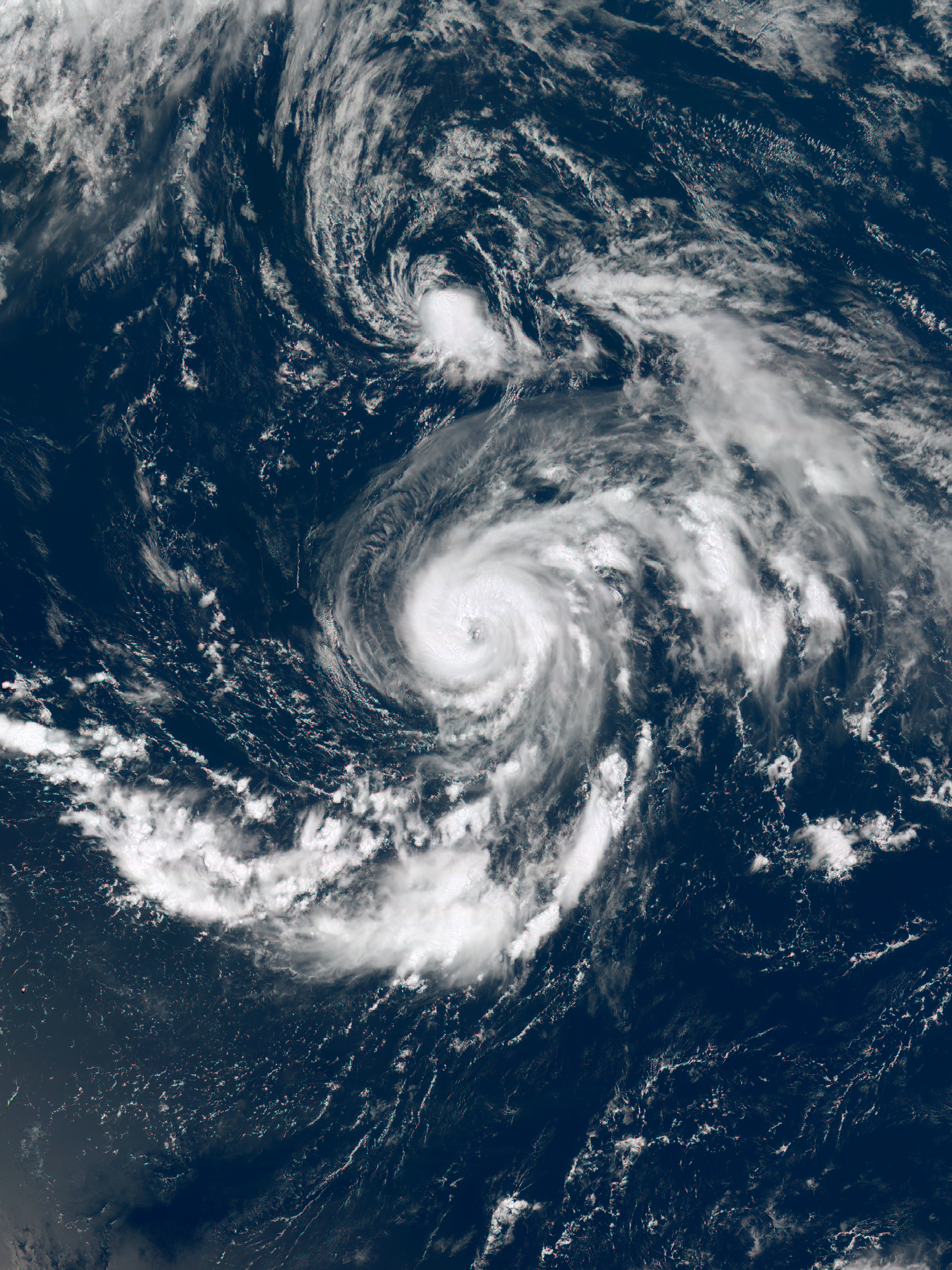
7月25日，奧鹿與玫瑰發生藤原效應

午後奧鹿開始受到玫瑰牽制而採取東南路徑，同時奧鹿開始急劇增強，中國國家氣象中心在下午5時21分把奧鹿升為颱風，日本氣象廳至晚上8時45分跟隨。聯合颱風警報中心更因應奧鹿發展出一「針眼」，在晚上11時把其風力由55節（每小時100公里）直接上調30節（每小時55公里）至85節（每小時155公里）；該部門更在翌日（24日）上午11時把奧鹿的強度進一步上調至90節（每小時165公里），且進一步預測奧鹿在25日會達到110節（每小時205公里）的巔峰。然而其後垂直風切變加強，堵塞其極地方向流出通道，其「針眼」變回一個較模糊的「雲塞風眼」，顯示其強度下降，聯合颱風警報中心在6小時後（下午5時）把奧鹿的強度下調至80節（每小時150公里）。不過其他部門則未有對奧鹿的強度作任何調整。而聯合颱風警報中心預料垂直風切變在兩日後將減弱，屆時奧鹿將重新組織，至吞併玫瑰後採取西南路徑移動，並受到乾空氣影響而再度減弱；但其後將移至海水較暖的位置，有機會再度加強，各官方部門亦有此預測。

### 急劇增強達到強度巔峰

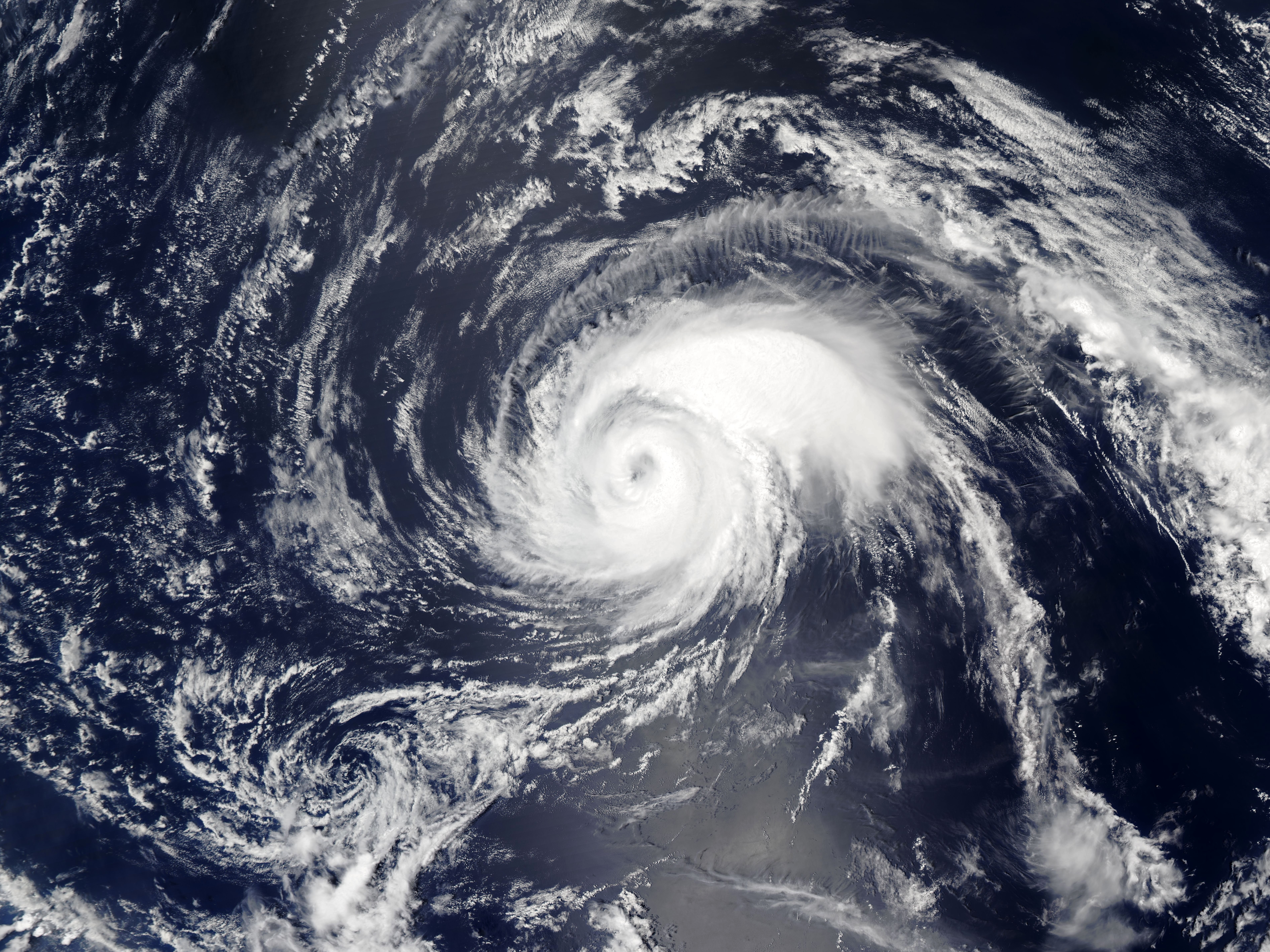
7月27日，奧鹿即將吞併熱帶風暴玫瑰的殘留

夜間奧鹿開始受赤道反氣旋影響而採取東北偏北路徑。早上奧鹿有跡象重新增強，其深層對流包裸並鞏固其低層環流中心，且再次發展出一個較粗糙的風眼，聯合颱風警報中心在下午5時把其強度再次上調至85節，但晚間此系統卻受到乾空氣影響而再度減弱，該機構在下午11時把其強度又調回80節，6小時後在26日凌晨5時，當奧鹿重新受副熱帶高壓影響而採取西北路徑的時候，把其風力下調至75節（每小時140公里）。下午垂直風切變稍為減弱，聯合颱風警報中心在下午5時把奧鹿的強度上調至80節。27日奧鹿又再減弱，此部門在早上11時把奧鹿大幅下調至65節，即每小時120公里，僅達颱風下限，並表示奧鹿所在海域的水溫降至26-27度，奧鹿只是靠微弱的垂直風切變和良好的極地方向流出維持此強度，且正在轉化為一混合系統，即同時擁有副熱帶特徵和熱帶特徵的系統，並預測奥鹿2日內會減弱至熱帶風暴上限，隨後才重新增強。當日早上奧鹿再次採取時速20公里的西北路徑，至晚間改向西南移動，靠近小笠原群島，並在28日稍為減弱，並快以時速14公里向南移動。奧鹿於30日下午再次加強為颱風，並打开一个清晰的风眼，强度持续加强並向西南移動。在31日凌晨，香港天文台、中国国家气象中心將奧鹿升級為強颱風，美国联合台风警报中心更將奧鹿升級為超級台风。其後因眼牆置換循環而再度降格為中度颱風。

### 橫掃本州逐漸減弱
隨後諾盧採取偏西路徑，並逐漸減弱至中度颱風，原本的針眼打開成雲塞風眼，其直徑廣達100公里。8月5日，諾盧移動至日本九州以南，開始轉東北東方向前進，但行徑速度緩慢，導致附近的鹿兒島縣在24小時內降下500毫米的大雨。6日上午4時，諾盧中心登陸鹿兒島縣屋久島町。8月7日上午9點，登陸高知縣室戶市，強度開始下滑，下午3時，登陸和歌山縣。諾盧對流雲系開始散去，降格為輕度颱風。8月8日，諾盧中心對流已幾乎消散殆盡，在維持一天後，8月9日凌晨2時30分，日本氣象廳認為諾盧已轉化為溫帶氣旋。

### 事後調整
中國國家氣象中心在2018年5月1日發佈的「2017年熱帶氣旋最佳路徑數據」中，把奧鹿的強度向上修訂為超強颱風，接近中心最高持續風速從每秒50米（每小時180公里）上調至每秒52米（每小時185公里），並把奧鹿的中心氣壓下調至935百帕斯卡。

## 影響

### 日本
當地發布之最高風力警報：暴风警报
颱風「奧鹿」雖然當時於奄美大島幾乎停留不動，但稍後逐漸向偏北方向移動，於8月6日徘徊九州一帶。颱風「奧鹿」在8月7日登陸鹿兒島縣屋久島町，當日屋久島町吹起9級風，鹿兒島市及宮崎市吹起6級風。強颱風「奧鹿」吹襲日本九州，鹿兒島縣有過1萬4000戶停電，當局疏散近萬人，多班來往鹿兒島縣的航班要取消。在鹿兒島縣的奄美大島暴雨造成嚴重水浸，行人和車輛都要涉水而行，有汽車拋錨。在強風之下，海面捲起大浪，受颱風影響，鹿兒島縣多處停電。瀨戶內町就有塌樹和山泥傾瀉，當地在一小時內錄得逾120毫米雨量，是當地五十年一遇破紀錄大雨。風暴至今造成至少兩人死亡、多人受傷。颱風「奧鹿」周日（8月6日）中午正面吹襲日本九州南部，鹿兒島縣和宮崎縣有二百九十二個航班取消、九州JR鐵路和巴士部分路線服務延誤，而多班來往宮崎縣和神戶市的汽車渡輪亦要取消。
「奧鹿」由形成至今已17天，由於移動緩慢，當地氣象廳預料雨勢將長時間持續。關西廣泛地區，包括大阪府、奈良縣及兵庫縣等地下暴雨，部分地方山泥傾瀉。而清晨時分，「奧鹿」集結在四國地區高知縣附近。在風暴影響下，四國大部分列車停駛，逾300班機取消。本港機管局表示，截至8月7日早上11時，往返大阪關西機場航班中，有5班抵港航班及7班離港航班延誤，亦有2班抵港航班及2班離港航班取消。日本氣象廳指出，「奧鹿」在當地8月7日下午3時半登陸和歌山縣北部，以時速20公里向東北方移動，當局已發出山泥傾瀉及暴風警告。四國及近畿地區多個縣市先後進入暴風區，三重縣有房屋瓦頂掉落，大阪府及山梨縣部份區域一度錄得每小時100毫米的雨量紀錄。截至日本時間8月7日下午5時，全國有470班內陸機取消，JR列車班次亦受影響。氣象廳預測「奧鹿」風力逐漸減弱，關東及東北地區8月8日黃昏起或會有暴雨。

## 外部連結
| 太平洋颱風季             |
| 主題頁 - 專題 - 編輯指南 |

- （英文）颱風2000：各氣象部門對奧鹿的預測路徑集合（页面存档备份，存于）
- （英文）美國太空總署：相關資料（页面存档备份，存于）
- （日語）日本氣象廳：數位颱風網資料（日文版（页面存档备份，存于）、英文版（页面存档备份，存于））、1705最佳路徑數據（日文版（页面存档备份，存于）、英文版（页面存档备份，存于））、2017年熱帶氣旋最佳路徑圖（日文版（页面存档备份，存于）、英文版（页面存档备份，存于））、2017年熱帶氣旋最佳路徑數據（页面存档备份，存于） （页面存档备份，存于）
- （英文）美國聯合颱風警報中心：07W最佳路徑數據（页面存档备份，存于）、奧鹿最佳路徑圖（页面存档备份，存于） （页面存档备份，存于）
- （英文）美國海軍研究實驗室：07W檔案（页面存档备份，存于）
- （简体中文）中國國家氣象中心：2017年熱帶氣旋最佳路徑數據（页面存档备份，存于）
- （繁體中文）臺灣交通部中央氣象局：颱風資料庫——